# Anders Melcher Myrtin
Anders Melcher Myrtin (i riksdagen kallad Myrtin i Älvsbacka och Myrtin i Norra Råda), född den 5 juli 1816 i Sankt Pers församling, Östergötlands län, död den 12 november 1893 i Filipstad, var en svensk jurist och politiker. 
Myrtin blev student vid Lunds universitet 1835 och avlade examen till rättegångsverken 1841. Han blev auskultant i Göta hovrätt 1842, extra ordinarie kanslist där 1844, vice häradshövding 1845, extra ordinarie notarie i Svea hovrätt 1847, vice notarie där 1849 och adjugerad ledamot 1854. Myrtin var tillförordnad kopist i Justitierevisionen 1853–1854, notarie i Lagutskottet samma period samt häradshövding i Älvdals nedre och Älvdals övre domsaga (med vilken Nyeds härad förenades 1865) från 1857 till sin död. Som riksdagsman var han ledamot av andra kammaren 1867–1869, invald i Älvdals och Nyeds domsagas valkrets.